# شارلوت لويز دي روهان
شارلوت لويز دي روهان (بالفرنسية: Charlotte de Rohan-Rochefort)‏ هي أرستقراطية فرنسية، ولدت في 25 أكتوبر 1767 في باريس في فرنسا، وتوفي بنفس المكان في 1 مايو 1841.

## معرض صور

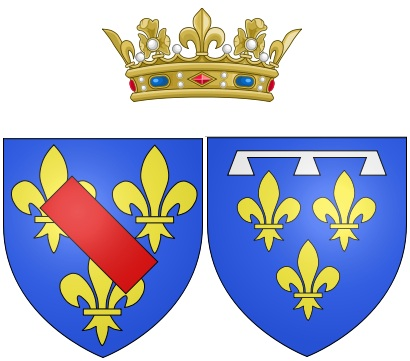
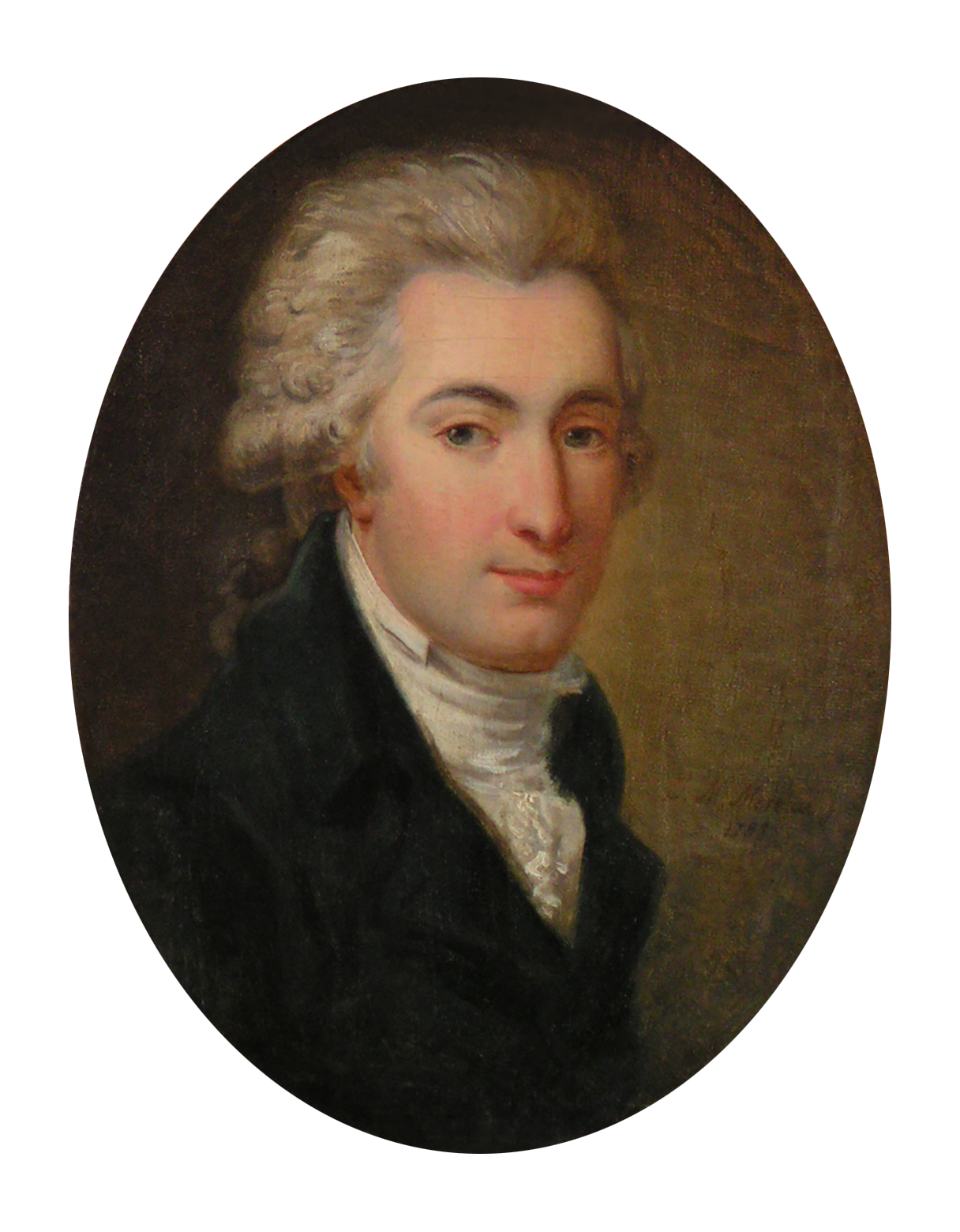